# Saint-Vallier-sur-Marne
Saint-Vallier-sur-Marne  es una comuna francesa situada en el departamento de Alto Marne, en la región de Gran Este.

## Demografía
| 121 | 128 | 125 | 149 | 141 | 138 | 172 |
| Para los censos de 1962 a 1999 la población legal corresponde a la población sin duplicidades (Fuente: INSEE [Consultar]) |     |     |     |     |     |     |